# Гавриленко Микола Георгійович
Мико́ла Гео́ргійович Гавриленко (нар. 1910, місто Маріуполь, тепер Донецької області — 12 лютого 1999, місто Донецьк) — радянський господарський керівник, директор Маріупольського металургійного заводу імені Ілліча (у 1949—1957 роках). Депутат Верховної Ради СРСР 3-го скликання.

## Біографія
З 1927 року почав працювати різноробом на Маріупольському металургійному заводі імені Ілліча.
У 1931—1936 роках навчався спочатку в Харківському інженерно-будівельному інституті, потім у Ленінградському політехнічному інституті.
З 1936 по 1941 рік — начальник зміни і начальник прокатного цеху Маріупольського заводу імені Ілліча Сталінської області. Під час німецько-радянської війни перебував у евакуації та очолював один з цехів Магнітогорського металургійного комбінату.
Член ВКП(б) з 1943 року.
У 1945—1949 роках — начальник броньового відділу, заступник головного інженера Маріупольського металургійного заводу Сталінської області.
У 1949—1957 роках — директор Ждановського металургійного заводу імені Ілліча Сталінської області.
З червня 1957 до квітня 1961 року — заступник голови, з квітня 1961 до жовтня 1965 року — перший заступник голови Ради народного господарства (раднаргоспу) Сталінського (Донецького) економічного адміністративного району.
З жовтня 1965 року — 1-й заступник міністра чорної металургії Української РСР.
До виходу на пенсію у 1990 році працював в науково-дослідних інститутах.

## Нагороди
- орден Леніна (19.07.1958)
- два ордени Трудового Червоного Прапора
- орден «Знак Пошани»
- орден Червоної Зірки
- медалі
- заслужений металург Української РСР (16.07.1965)